# Association sportive Veti Club
 (avril 2017).
Si vous disposez d'ouvrages ou d'articles de référence ou si vous connaissez des sites web de qualité traitant du thème abordé ici, merci de compléter l'article en donnant les références utiles à sa vérifiabilité et en les liant à la section « Notes et références ».
Maillots
Actualités
L'AS Veti Club est un club de football congolais basé à Matadi. C'est le plus grand club de football de la province du Kongo-Central. 

## Palmarès
- Coupe du Congo
  - Finaliste : 2001, 2011 et 2012
- LIFKOCE (2)
  - Champion : 1994, 2011
- EUFMAT (13)
  - Champion : 1956, 1957, 1961, 1962, 1965, 1972, 1974, 1981, 1987, 1994, 2001, 2002, 2004,

## Personnalités du club

### Présidents
- 2008-2024 :  Joachim Mavungu Tshiku
- 2024- :  Déo Vuadi[2]

### Entraîneurs
- Ambroise Luende
- Mitterand Nzenzele[3]
- 2015-2016 :  Mitterand Nzenzele[3]
- 2018 :  Wahji Mohamed Jeimah[4]
- 2023 :  Mitterand Nzenzele[3]
- 2023-2024 :  Chris Bashiye
- 2024-2025 :  Kerith Nsonsa Kibua[5]